# Associazione Sportiva Roma 2020-2021
Questa voce raccoglie le informazioni riguardanti l'Associazione Sportiva Roma nelle competizioni ufficiali della stagione 2020-2021.

## Stagione
La stagione 2020-2021 è la 88ª in Serie A della Roma e la 92ª nel torneo di massima serie italiano. In virtù del quinto posto ottenuto nella precedente annata di Serie A, inoltre, i giallorossi possono prendere parte alla fase a gironi di Europa League.
Questa è la prima stagione sportiva a svolgersi sotto la nuova presidenza dell'imprenditore americano Dan Friedkin, subentrato a James Pallotta come proprietario in estate. A metà stagione, a partire dal 1º gennaio 2021, subentra anche il nuovo direttore generale portoghese Tiago Pinto.
L'esordio stagionale in campionato è bagnato dalla polemica, in quanto il club capitolino si ritrova a pagare l'erroneo inserimento del centrocampista Amadou Diawara nella lista di giocatori under-23 convocati per la gara in trasferta contro il Verona, il cui risultato sul campo (0-0) viene convertito in una sconfitta a tavolino (3-0). Pur senza riuscire ad imporsi sulle dirette rivali, la Roma riesce ben presto ad agguantare il terzo posto, risultato poi sfumato in virtù della roboante sconfitta subita per mano del Napoli (4-0). Ad esso fa seguito una serie di risultati positivi che riportano i giallorossi tra i primi quattro posti della classifica, nonostante i frequenti inciampi contro le big di campionato, affrontando le quali la formazione capitolina rimedia spesso delle sconfitte. La cospicua somma di infortuni stagionali rimediati dalla rosa romanista, in aggiunta ad alcuni problemi di spogliatoio ed al sovrapporsi degli impegni continentali, impediscono alla Roma di mantenere costante il proprio rendimento in campionato: i giallorossi finiscono così per cedere posizioni in classifica alle rivali, anche a causa di sconfitte rimediate anche contro squadre della bassa classifica. La Roma deve così accontentarsi di un settimo posto che la qualifica per la prima edizione di Conference League.
In Coppa Italia, i giallorossi interrompono il proprio cammino già all'esordio, non riuscendo a imporsi sullo Spezia agli ottavi di finale (2-4 sul campo per i liguri). Al danno si aggiunge la beffa quando il giudice sportivo impone la conversione del risultato in una sconfitta a tavolino, alla luce di una sesta, illegale, sostituzione effettuata dai giallorossi durante il match. La delusione rimediata in coppa scatena peraltro un pesante diverbio tra il tecnico Fonseca e l'allora capitano Edin Džeko: come punizione per la sua condotta, quest'ultimo viene temporaneamente ai margini della rosa dalla società (salvo poi essere reintegrato poco dopo), per di più perdendo a titolo definitivo la fascia di capitano, che passa a Lorenzo Pellegrini.
Diversamente, in Europa League i giallorossi sono protagonisti di un cammino fruttuoso, che li porta a superare agilmente la fase a gironi e a districarsi senza troppi intoppi nella successiva fase a eliminazione diretta, battendo prima il Braga ai sedicesimi (5-1 tra andata e ritorno), poi lo Šachtar agli ottavi (5-1 tra andata e ritorno), tornando ai quarti di finale della competizione dopo 22 anni. Ai quarti, la Roma riesce ad imporsi sugli olandesi dell'Ajax (3-2 tra andata e ritorno), raggiungendo per la prima volta nella storia del club la semifinale di Europa League, a tre anni di distanza dall'ultima semifinale europea da loro disputata. In semifinale, tuttavia, i giallorossi si arrendono alla bestia nera Manchester Utd, dal quale rimediano una sonora goleada esterna (6-2 all'Old Trafford) che rende vano il successo casalingo del ritorno (3-2 all'Olimpico). È la terza volta che la Roma esce con lo United nelle competizioni europee

## Divise e sponsor
Lo sponsor tecnico è Nike, il main sponsor Qatar Airways, il back sponsor Hyundai e lo sleeve sponsor IQONIQ. La divisa primaria della Roma è costituita da maglia rossa con fasce orizzontali nella metà superiore rosso scuro, rosso, arancione e giallo, calzoncini e calzettoni rossi. La divisa away per la stagione seguente, costituita da maglia avorio con colletto a polo rosso con dettagli giallorossi, bordi manica rossi e strisce laterali rosse, calzoncini rossi e calzettoni bianchi con decorazioni giallorosse. La terza divisa è formata da maglia, calzoncini e calzettoni neri con dettagli arancioni. La Roma dispone di quattro divise per i portieri, una verde, una arancione, una grigia e una blu, tutte con dettagli neri.
| Casa | Trasferta | Trasferta (alternativa) | Terza divisa | 1ª portiere | 2ª portiere | 3ª portiere | 4ª portiere |

## Organigramma societario
Di seguito l'organigramma societario.
Area direttiva
- Presidente: Dan Friedkin
- Vicepresidente esecutivo: Ryan Friedkin
- Amministratore delegato: Guido Fienga
- Direttore generale: Tiago Pinto[34]
- Consiglieri: Ryan Friedkin, Marc Watts, Eric Williamson, Ana Dunkel,[35] Gianluca Cambareri,[35] John Galantic,[35] Stanley Gold,[35] Mia Hamm,[35] Cristina Mazzamuro,[35] Benedetta Navarra,[35] Alba Tull[35]

Area tecnica
- Allenatore: Paulo Fonseca
- Allenatore in seconda: Nuno Campos[38]
- Preparatore portieri: Marco Savorani
- Team manager: Morgan De Sanctis

Area sanitaria
- Medici sociali: Andrea Causarano, Riccardo Del Vescovo
- Fisioterapisti: Alessandro Cardini, Marco Esposito, Marco Ferrelli, Valerio Flammini, Damiano Stefanini

## Rosa
Rosa e numerazione aggiornate al 19 febbraio 2021.
| N. |                                 | Ruolo | Calciatore                      |
| -- | ------------------------------- | ----- | ------------------------------- |
| 2  | Paesi Bassi (bandiera)          | D     | Rick Karsdorp                   |
| 3  | Brasile (bandiera)              | D     | Roger Ibañez                    |
| 4  | Italia (bandiera)               | C     | Bryan Cristante (vice capitano) |
| 5  | Brasile (bandiera)              | D     | Juan Jesus                      |
| 6  | Inghilterra (bandiera)          | D     | Chris Smalling                  |
| 7  | Italia (bandiera)               | C     | Lorenzo Pellegrini (capitano)   |
| 9  | Bosnia ed Erzegovina (bandiera) | A     | Edin Džeko (capitano)           |
| 11 | Spagna (bandiera)               | A     | Pedro                           |
| 12 | Italia (bandiera)               | P     | Simone Farelli                  |
| 13 | Spagna (bandiera)               | P     | Pau López                       |
| 14 | Spagna (bandiera)               | C     | Gonzalo Villar                  |
| 17 | Francia (bandiera)              | C     | Jordan Veretout                 |
| 18 | Italia (bandiera)               | D     | Davide Santon                   |
| 19 | Stati Uniti (bandiera)          | D     | Bryan Reynolds                  |
| 20 | Argentina (bandiera)            | D     | Federico Fazio                  |
| 21 | Spagna (bandiera)               | A     | Borja Mayoral                   |
| 22 | Italia (bandiera)               | C     | Nicolò Zaniolo                  |
| 23 | Italia (bandiera)               | D     | Gianluca Mancini                |
| 24 | Albania (bandiera)              | D     | Marash Kumbulla                 |
| 27 | Argentina (bandiera)            | C     | Javier Pastore                  |
| 31 | Spagna (bandiera)               | A     | Carles Pérez                    |
| 33 | Brasile (bandiera)              | D     | Bruno Peres                     |
| 37 | Italia (bandiera)               | D     | Leonardo Spinazzola             |
| 42 | Guinea (bandiera)               | C     | Amadou Diawara                  |
| 50 | Italia (bandiera)               | P     | Filippo Berti                   |

| N. |                           | Ruolo | Calciatore          |
| -- | ------------------------- | ----- | ------------------- |
| 52 | Italia (bandiera)         | C     | Edoardo Bove        |
| 54 | Italia (bandiera)         | A     | Riccardo Ciervo     |
| 55 | Gambia (bandiera)         | C     | Ebrima Darboe       |
| 56 | Slovenia (bandiera)       | D     | Amir Feratovic      |
| 57 | Francia (bandiera)        | A     | Ruben Providence    |
| 58 | Senegal (bandiera)        | A     | Lamine Tall         |
| 59 | Polonia (bandiera)        | C     | Nicola Zalewski     |
| 60 | Spagna (bandiera)         | D     | Javier Vicario      |
| 61 | Italia (bandiera)         | D     | Riccardo Calafiori  |
| 62 | Italia (bandiera)         | C     | Tommaso Milanese    |
| 63 | Italia (bandiera)         | P     | Pietro Boer         |
| 64 | Israele (bandiera)        | A     | Suf Podgoreanu      |
| 65 | Italia (bandiera)         | D     | Filippo Tripi       |
| 66 | Italia (bandiera)         | D     | Alessio Buttaro     |
| 67 | Costa d'Avorio (bandiera) | C     | Mory Bamba          |
| 68 | Italia (bandiera)         | A     | Antonio Satriano    |
| 70 | Italia (bandiera)         | D     | Matteo Tomassini    |
| 71 | Italia (bandiera)         | D     | Raul Morichelli     |
| 77 | Armenia (bandiera)        | C     | Henrix Mkhit'aryan  |
| 83 | Italia (bandiera)         | P     | Antonio Mirante     |
| 87 | Brasile (bandiera)        | P     | Daniel Fuzato       |
| 92 | Italia (bandiera)         | A     | Stephan El Shaarawy |

## Calciomercato

### Sessione estiva (dall'1/9 al 5/10)
| Acquisti         | Acquisti            | Acquisti              | Acquisti                                  |
| R.               | Nome                | da                    | Modalità                                  |
| ---------------- | ------------------- | --------------------- | ----------------------------------------- |
| P                | Robin Olsen         | Cagliari              | fine prestito                             |
| D                | Gianluca Mancini    | Atalanta              | riscatto (13 milioni €)                   |
| D                | Rick Karsdorp       | Feyenoord             | fine prestito                             |
| D                | Marash Kumbulla     | Verona                | prestito biennale con obbligo di riscatto |
| D                | Chris Smalling      | Manchester Utd        | definitivo (15 milioni €)                 |
| C                | Ante Ćorić          | Almería               | fine prestito                             |
| C                | Alessandro Florenzi | Valencia              | fine prestito                             |
| C                | Mirko Antonucci     | Vitória Setúbal       | fine prestito                             |
| C                | Jordan Veretout     | Fiorentina            | riscatto (16 milioni €)                   |
| C                | Henrix Mxit'aryan   | Arsenal               | definitivo                                |
| A                | Patrik Schick       | RB Lipsia             | fine prestito                             |
| A                | Pedro               | Chelsea               | definitivo                                |
| A                | Borja Mayoral       | Real Madrid           | prestito biennale con diritto di riscatto |
| Altre operazioni |                     |                       |                                           |
| R.               | Nome                | da                    | Modalità                                  |
| P                | Stefano Greco       | Vibonese              | fine prestito                             |
| P                | Gábor Megyeri       | Honvéd                | prestito                                  |
| D                | Lorenzo Valeau      | Imolese               | fine prestito                             |
| D                | Matías Nani         | Central Córdoba (SdE) | fine prestito                             |
| D                | Moustapha Seck      | Livorno               | fine prestito                             |
| D                | Amir Feratovič      | Bravo                 | definitivo                                |
| D                | Javier Vicario      | Numancia              | definitivo                                |
| D                | Domen Zajšek        | Maribor               | definitivo                                |
| D                | Corentin Louakima   | Paris Saint-Germain   | definitivo                                |
| C                | Martin Vetkal       | Kalev Tallinn         | definitivo                                |
| A                | Mirko Antonucci     | Vitória Setúbal       | fine prestito                             |
| A                | Žan Celar           | Cremonese             | fine prestito                             |
| A                | Keba Coly           | Rende                 | fine prestito                             |
| A                | Patrick Gânțe       | Oradea                | definitivo                                |
| A                | Patrik Ngingi       | Cornellà              | definitivo                                |
| A                | Jan Oliveras        | Barcellona            | definitivo                                |
| A                | Suf Podgoreanu      | Maccabi Haifa         | definitivo                                |
| A                | Mbunya Alemanji     | Cambridge Utd         | definitivo                                |

| Cessioni         | Cessioni            | Cessioni            | Cessioni                                          |
| R.               | Nome                | a                   | Modalità                                          |
| ---------------- | ------------------- | ------------------- | ------------------------------------------------- |
| P                | Daniel Fuzato       | Gil Vicente         | prestito                                          |
| P                | Robin Olsen         | Everton             | prestito                                          |
| D                | Chris Smalling      | Manchester Utd      | fine prestito                                     |
| D                | Davide Zappacosta   | Chelsea             | fine prestito                                     |
| D                | Aleksandar Kolarov  | Inter               | definitivo (1,5 milioni €)                        |
| D                | Alessandro Florenzi | Paris Saint-Germain | prestito con diritto di riscatto                  |
| D                | Mert Çetin          | Verona              | prestito con diritto di riscatto e controriscatto |
| C                | Steven Nzonzi       | Rennes              | rinnovo prestito                                  |
| C                | Maxime Gonalons     | Granada             | riscatto (4 milioni €)                            |
| C                | Ante Ćorić          | VVV-Venlo           | prestito                                          |
| A                | Grégoire Defrel     | Sassuolo            | riscatto (9 milioni €)                            |
| A                | Patrik Schick       | Bayer Leverkusen    | definitivo (26,5 milioni €)                       |
| A                | Cengiz Ünder        | Leicester City      | prestito con diritto di riscatto                  |
| A                | Mirko Antonucci     | Salernitana         | prestito con diritto di riscatto                  |
| C                | Diego Perotti       | Fenerbahçe          | definitivo                                        |
| A                | Justin Kluivert     | RB Lipsia           | prestito oneroso (1 milione €)                    |
| Altre operazioni |                     |                     |                                                   |
| R.               | Nome                | a                   | Modalità                                          |
| P                | Matteo Cardinali    | Matelica            | prestito                                          |
| P                | Stefano Greco       | Pro Patria          | prestito                                          |
| P                | Alessio Chiossi     | Modena              | prestito                                          |
| D                | William Bianda      | Zulte Waregem       | prestito                                          |
| D                | Devid Bouah         | Cosenza             | prestito                                          |
| D                | Matías Nani         | -                   | svincolato                                        |
| D                | Moustapha Seck      | Leixões             | definitivo                                        |
| D                | Lorenzo Valeau      | Casertana           | prestito                                          |
| D                | Matteo Cancellieri  | Verona              | prestito biennale con obbligo di riscatto         |
| D                | Aboudramane Diaby   | Verona              | prestito biennale con obbligo di riscatto         |
| C                | Alessio Riccardi    | Pescara             | prestito con diritto di riscatto e controriscatto |
| C                | Salvatore Pezzella  | Reggiana            | prestito                                          |
| A                | Sadiq Umar          | Partizan            | riscatto (1,75 milioni €)                         |
| A                | Žan Celar           | Cremonese           | prestito                                          |
| A                | Ludovico D'Orazio   | Feralpisalò         | prestito                                          |
| A                | Keba Coly           | -                   | rescissione consensuale                           |

### Sessione invernale (dal 4/1 all'1/2)
| Acquisti | Acquisti            | Acquisti    | Acquisti                                       |
| R.       | Nome                | da          | Modalità                                       |
| -------- | ------------------- | ----------- | ---------------------------------------------- |
| P        | Daniel Fuzato       | Gil Vicente | fine prestito                                  |
| D        | Bryan Reynolds      | FC Dallas   | prestito con obbligo di riscatto (7 milioni €) |
| A        | Stephan El Shaarawy | definitivo  |                                                |

### Operazioni esterne alle finestre di calciomercato
| Acquisti | Acquisti       | Acquisti  | Acquisti      |
| R.       | Nome           | da        | Modalità      |
| -------- | -------------- | --------- | ------------- |
| P        | Simone Farelli | -         | svincolato    |
| C        | Ante Ćorić     | VVV-Venlo | fine prestito |

| Cessioni | Cessioni   | Cessioni        | Cessioni                         | Cessioni |
| R.       | Nome       | a               | Modalità                         |          |
| -------- | ---------- | --------------- | -------------------------------- | -------- |
| C        | Ante Ćorić | Olimpia Lubiana | prestito con diritto di riscatto |          |

## Risultati

### Serie A

#### Girone di andata
| Verona 19 settembre 2020, ore 20:45 CEST 1ª giornata | Verona          | 3 – 0 (tav.) referto | Roma | Stadio Marcantonio Bentegodi (0 spett.)\| Arbitro: \| Chiffi (Padova) \| |
| Arbitro:                                             | Chiffi (Padova) |                      |      |                                                                          |

| Arbitro: | Di Bello (Brindisi) |

|                            |           |                         |
| Veretout 31’ (rig.), 45+1’ | Marcatori | 44’ (rig.), 69’ Ronaldo |

| Arbitro: | Abisso (Palermo) |

|  |           |           |
|  | Marcatori | 55’ Pedro |

| Arbitro: | Ayroldi (Molfetta) |

|                                                        |           |                         |
| Pedro 31’ Džeko 35’, 77’ Veretout 69’ (rig.) Pérez 89’ | Marcatori | 5’ Caprari 55’ Lapadula |

| Arbitro: | Giacomelli (Trieste) |

|                                             |           |                                            |
| Ibrahimović 2’, 79’ (rig.) Saelemaekers 47’ | Marcatori | 14’ Džeko 71’ (rig.) Veretout 84’ Kumbulla |

| Arbitro: | Orsato (Schio) |

|                          |           |  |
| Spinazzola 12’ Pedro 70’ | Marcatori |  |

| Arbitro: | Irrati (Pistoia) |

|           |           |                            |
| Pjaca 50’ | Marcatori | 45+2’, 67’, 85’ Mxit'aryan |

| Arbitro: | Manganiello (Pinerolo) |

|                                 |           |  |
| Mayoral 28’ Mxit'aryan 32’, 40’ | Marcatori |  |

| Arbitro: | Di Bello (Brindisi) |

|                                                         |           |  |
| L. Insigne 31’ Fabián Ruiz 64’ Mertens 81’ Politano 86’ | Marcatori |  |

| Roma 6 dicembre 2020, ore 15:00 CET 10ª giornata | Roma             | 0 – 0 referto | Sassuolo | Stadio Olimpico di Roma (0 spett.)\| Arbitro: \| Maresca (Napoli) \| |
| Arbitro:                                         | Maresca (Napoli) |               |          |                                                                      |

| Arbitro: | Calvarese (Teramo) |

|                      |           |                                                                            |
| Cristante 24’ (aut.) | Marcatori | 5’ (aut.) A. Poli 10’ Džeko 15’ Lo. Pellegrini 35’ Veretout 44’ Mxit'aryan |

| Arbitro: | Abisso (Palermo) |

|                                                       |           |             |
| Mxit'aryan 27’ Veretout 43’ (rig.) Lo. Pellegrini 68’ | Marcatori | 73’ Belotti |

| Arbitro: | Di Bello (Brindisi) |

|                                                |           |          |
| D. Zapata 59’ Gosens 70’ Muriel 72’ Ilicic 85’ | Marcatori | 3’ Džeko |

| Arbitro: | Pairetto (Nichelino) |

|                                    |           |                              |
| Veretout 11’ Džeko 71’ Mancini 77’ | Marcatori | 59’, 90+1’ (rig.) João Pedro |

| Arbitro: | Chiffi (Padova) |

|           |           |  |
| Džeko 72’ | Marcatori |  |

| Arbitro: | Piccinini (Forlì) |

|             |           |                                       |
| Golemić 71’ | Marcatori | 8’, 29’ Mayoral 35’ (rig.) Mkhitaryan |

| Arbitro: | Di Bello (Brindisi) |

|                                |           |                         |
| Lo. Pellegrini 17’ Mancini 86’ | Marcatori | 56’ Škriniar 63’ Hakimi |

| Arbitro: | Orsato (Schio) |

|                                    |           |  |
| Immobile 14’ Luis Alberto 23’, 67’ | Marcatori |  |

| Arbitro: | Pairetto (Nichelino) |

|                                                    |           |                                  |
| Mayoral 17’, 52’ Karsdorp 55’ Lo. Pellegrini 90+2’ | Marcatori | 24’ Piccoli 59’ Farias 90’ Verde |

#### Girone di ritorno
| Arbitro: | Piccinini (Forlì) |

|                                        |           |            |
| Mancini 20’ Mkhitaryan 22’ Mayoral 29’ | Marcatori | 62’ Colley |

| Arbitro: | Orsato (Schio) |

|                                  |           |  |
| C. Ronaldo 13’ Ibañez 69’ (aut.) | Marcatori |  |

| Arbitro: | Giacomelli (Trieste) |

|                                    |           |  |
| Veretout 5’ 25’ (rig.) Pedro 90+3’ | Marcatori |  |

| Benevento 21 febbraio 2021, ore 20:45 CET 23ª giornata | Benevento            | 0 – 0 referto | Roma | Stadio Ciro Vigorito (0 spett.)\| Arbitro: \| Pairetto (Nichelino) \| |
| Arbitro:                                               | Pairetto (Nichelino) |               |      |                                                                       |

| Arbitro: | Guida (Torre Annunziata) |

|              |           |                             |
| Veretout 50’ | Marcatori | 43’ (rig.) Kessié 58’ Rebić |

| Arbitro: | Calvarese (Teramo) |

|                       |           |                            |
| Spinazzola 60’ (aut.) | Marcatori | 48’ Spinazzola 88’ Diawara |

| Arbitro: | Fabbri (Ravenna) |

|             |           |  |
| Mancini 24’ | Marcatori |  |

| Arbitro: | Piccinini (Forlì) |

|                               |           |  |
| Mihăilă 9’ Hernani 55’ (rig.) | Marcatori |  |

| Arbitro: | Di Bello (Brindisi) |

|  |           |                  |
|  | Marcatori | 27’, 34’ Mertens |

| Arbitro: | Pairetto (Nichelino) |

|                          |           |                                     |
| Traorè 57’ Raspadori 85’ | Marcatori | 26’ (rig.) Lo. Pellegrini 69’ Peres |

| Arbitro: | Guida (Torre Annunziata) |

|             |           |  |
| Mayoral 44’ | Marcatori |  |

| Arbitro: | Massa (Imperia) |

|                                    |           |            |
| Sanabria 57’ Zaza 72’ Rincón 90+2’ | Marcatori | 3’ Mayoral |

| Arbitro: | Calvarese (Teramo) |

|               |           |                  |
| Cristante 75’ | Marcatori | 26’ Malinovs'kyj |

| Arbitro: | Irrati (Pistoia) |

|                                         |           |                     |
| Lykogiannīs 4’ Marin 57’ João Pedro 64’ | Marcatori | 27’ Pérez 69’ Fazio |

| Arbitro: | Sacchi (Macerata) |

|                         |           |  |
| A. Silva 45’ Jankto 65’ | Marcatori |  |

| Arbitro: | Sozza (Seregno) |

|                                                         |           |  |
| Mayoral 47’, 90’ Lo. Pellegrini 70’, 73’ Mkhitaryan 78’ | Marcatori |  |

| Arbitro: | Chiffi (Padova) |

|                                    |           |                |
| Brozović 11’ Vecino 20’ Lukaku 90’ | Marcatori | 31’ Mkhitaryan |

| Arbitro: | Pairetto (Nichelino) |

|                          |           |  |
| Mkhitaryan 42’ Pedro 78’ | Marcatori |  |

| Arbitro: | Pezzuto (Lecce) |

|                     |           |                                |
| Verde 6’ Pobega 38’ | Marcatori | 52’ El Shaarawy 85’ Mkhitaryan |

### Coppa Italia

#### Fase finale
| Arbitro: | Ghersini (Genova) |

|                                          |           |                                                   |
| Lo. Pellegrini 43’ (rig.) Mxit'aryan 73’ | Marcatori | 6’ (rig.) Gălăbinov 15’, 119’ Saponara 107’ Verde |

### UEFA Europa League

#### Fase a gironi
| Arbitro: | Del Cerro Grande |

|                  |           |                        |
| Nsame 14’ (rig.) | Marcatori | 69’ Peres 74’ Kumbulla |

| Roma 29 ottobre 2020, ore 21:00 CET 2ª giornata | Roma      | 0 – 0 referto | CSKA Sofia | Stadio Olimpico (0 spett.)\| Arbitro: \| Kul'bakoŭ \| |
| Arbitro:                                        | Kul'bakoŭ |               |            |                                                       |

| Arbitro: | Jug |

|                                                     |           |  |
| Mkhitaryan 2’ Ibañez 24’ Mayoral 34’, 84’ Pedro 89’ | Marcatori |  |

| Arbitro: | Lechner |

|  |           |                                         |
|  | Marcatori | 49’ (aut.) Debeljuh 67’ (rig.) Veretout |

| Arbitro: | Jović |

|                                     |           |           |
| Mayoral 44’ Calafiori 59’ Džeko 81’ | Marcatori | 34’ Nsame |

| Arbitro: | Ibrišimbegović |

|                            |           |              |
| Rodrígues 5’ Sowe 34’, 55’ | Marcatori | 22’ Milanese |

#### Fase a eliminazione diretta
| Arbitro: | Kovács |

|  |           |                      |
|  | Marcatori | 5’ Džeko 86’ Mayoral |

| Arbitro: | Ekberg |

|                                   |           |                      |
| Džeko 24’ Pérez 75’ Mayoral 90+1’ | Marcatori | 88’ (aut.) Cristante |

| Arbitro: | Soares Dias |

|                                            |           |  |
| Pellegrini 23’ El Shaarawy 73’ Mancini 77’ | Marcatori |  |

| Arbitro: | Mateu Lahoz |

|            |           |                  |
| Moraes 59’ | Marcatori | 48’, 72’ Mayoral |

| Arbitro: | Karasëv |

|              |           |                           |
| Klaassen 39’ | Marcatori | 57’ Pellegrini 87’ Ibañez |

| Arbitro: | Taylor |

|           |           |             |
| Džeko 72’ | Marcatori | 49’ Brobbey |

| Arbitro: | Del Cerro Grande |

|                                                                  |           |                                 |
| Fernandes 9’, 71’ (rig.) Cavani 48’, 64’ Pogba 75’ Greenwood 86’ | Marcatori | 15’ (rig.) Pellegrini 34’ Džeko |

| Arbitro: | Brych |

|                                           |           |                 |
| Džeko 57’ Cristante 60’ Telles 83’ (aut.) | Marcatori | 39’, 68’ Cavani |

## Statistiche

### Statistiche di squadra
Statistiche aggiornate al 23 maggio 2021.
| Competizione  | Punti | In casa | In casa | In casa | In casa | In casa | In casa | In trasferta | In trasferta | In trasferta | In trasferta | In trasferta | In trasferta | Totale | Totale | Totale | Totale | Totale | Totale | DR  |
| Competizione  | Punti | G       | V       | N       | P       | Gf      | Gs      | G            | V            | N            | P            | Gf           | Gs           | G      | V      | N      | P      | Gf     | Gs     | DR  |
| ------------- | ----- | ------- | ------- | ------- | ------- | ------- | ------- | ------------ | ------------ | ------------ | ------------ | ------------ | ------------ | ------ | ------ | ------ | ------ | ------ | ------ | --- |
| Serie A       | 62    | 19      | 13      | 4       | 2       | 42      | 18      | 19           | 5            | 4            | 10           | 26           | 40           | 38     | 18     | 8      | 12     | 68     | 58     | +10 |
| Coppa Italia  | -     | 1       | 0       | 0       | 1       | 0       | 3       | 0            | 0            | 0            | 0            | 0            | 0            | 1      | 0      | 0      | 1      | 0      | 3      | -3  |
| Europa League | 13    | 7       | 5       | 2       | 0       | 18      | 5       | 7            | 5            | 0            | 2            | 13           | 12           | 14     | 10     | 2      | 2      | 31     | 17     | +14 |
| Totale        | -     | 27      | 18      | 6       | 3       | 60      | 26      | 26           | 10           | 4            | 12           | 39           | 62           | 53     | 28     | 10     | 15     | 99     | 78     | +21 |

### Andamento in campionato
| Giornata  | 1 | 2  | 3 | 4 | 5 | 6 | 7 | 8 | 9 | 10 | 11 | 12 | 13 | 14 | 15 | 16 | 17 | 18 | 19 | 20 | 21 | 22 | 23 | 24 | 25 | 26 | 27 | 28 | 29 | 30 | 31 | 32 | 33 | 34 | 35 | 36 | 37 | 38 |
| --------- | - | -- | - | - | - | - | - | - | - | -- | -- | -- | -- | -- | -- | -- | -- | -- | -- | -- | -- | -- | -- | -- | -- | -- | -- | -- | -- | -- | -- | -- | -- | -- | -- | -- | -- | -- |
| Luogo     | T | C  | T | C | T | C | T | C | T | C  | T  | C  | T  | C  | C  | T  | C  | T  | C  | C  | T  | C  | T  | C  | T  | C  | T  | C  | T  | C  | T  | C  | T  | T  | C  | T  | C  | T  |
| Risultato | P | N  | V | V | N | V | V | V | P | N  | V  | V  | P  | V  | V  | V  | N  | P  | V  | V  | P  | V  | N  | P  | V  | V  | P  | P  | N  | V  | P  | N  | P  | P  | V  | P  | V  | N  |
| Posizione | 9 | 13 | 9 | 6 | 8 | 5 | 3 | 3 | 4 | 6  | 6  | 3  | 3  | 3  | 3  | 3  | 3  | 3  | 3  | 3  | 4  | 3  | 4  | 5  | 5  | 4  | 5  | 6  | 7  | 7  | 7  | 7  | 7  | 7  | 7  | 7  | 7  | 7  |

Fonte:  Serie A – Classifiche, su sport.sky.it, Sky Sport.
Legenda:

Luogo: C = Casa; T = Trasferta. Risultato: V = Vittoria; N = Pareggio; P = Sconfitta.

### Statistiche dei giocatori
| Giocatore      | Serie A  | Serie A | Serie A     | Serie A    | Coppa Italia | Coppa Italia | Coppa Italia | Coppa Italia | Europa League | Europa League | Europa League | Europa League | Totale   | Totale | Totale      | Totale     |
| Giocatore      | Presenze | Reti    | Ammonizioni | Espulsioni | Presenze     | Reti         | Ammonizioni  | Espulsioni   | Presenze      | Reti          | Ammonizioni   | Espulsioni    | Presenze | Reti   | Ammonizioni | Espulsioni |
| -------------- | -------- | ------- | ----------- | ---------- | ------------ | ------------ | ------------ | ------------ | ------------- | ------------- | ------------- | ------------- | -------- | ------ | ----------- | ---------- |
| M. Bamba       | 0        | 0       | 0           | 0          | 0            | 0            | 0            | 0            | 1             | 0             | 0             | 0             | 1        | 0      | 0           | 0          |
| P. Boer        | 0        | -0      | 0           | 0          | 0            | -0           | 0            | 0            | 1             | -3            | 0             | 0             | 1        | -3     | 0           | 0          |
| E. Bove        | 1        | 0       | 0           | 0          | 0            | 0            | 0            | 0            | 0             | 0             | 0             | 0             | 1        | 0      | 0           | 0          |
| R. Calafiori   | 3        | 0       | 2           | 0          | 0            | 0            | 0            | 0            | 5             | 1             | 2             | 0             | 8        | 1      | 4           | 0          |
| B. Cristante   | 34       | 1       | 7           | 0          | 1            | 0            | 0            | 0            | 13            | 1             | 3             | 0             | 48       | 2      | 10          | 0          |
| E. Darboe      | 5        | 0       | 2           | 0          | 0            | 0            | 0            | 0            | 1             | 0             | 0             | 0             | 6        | 0      | 2           | 0          |
| E. Džeko       | 27       | 7       | 2           | 0          | 1            | 0            | 0            | 0            | 10            | 6             | 2             | 0             | 38       | 13     | 4           | 0          |
| A. Diawara     | 18       | 1       | 4           | 1          | 0            | 0            | 0            | 0            | 10            | 0             | 1             | 0             | 28       | 1      | 5           | 1          |
| S. El Shaarawy | 10       | 1       | 1           | 0          | 0            | 0            | 0            | 0            | 4             | 1             | 0             | 0             | 14       | 2      | 1           | 0          |
| S. Farelli     | 0        | -0      | 0           | 0          | 0            | -0           | 0            | 0            | 0             | -0            | 0             | 0             | 0        | -0     | 0           | 0          |
| F. Fazio       | 6        | 1       | 2           | 0          | 0            | 0            | 0            | 0            | 5             | 0             | 1             | 0             | 11       | 1      | 3           | 0          |
| D. Fuzato      | 5        | -7      | 0           | 0          | 1            | -2           | 0            | 0            | 0             | -0            | 0             | 0             | 6        | -9     | 0           | 0          |
| R. Ibañez      | 30       | 0       | 7           | 1          | 1            | 0            | 0            | 0            | 9             | 2             | 2             | 0             | 40       | 2      | 9           | 1          |
| Juan Jesus     | 5        | 0       | 0           | 0          | 0            | 0            | 0            | 0            | 6             | 0             | 1             | 0             | 11       | 0      | 1           | 0          |
| R. Karsdorp    | 34       | 1       | 2           | 0          | 1            | 0            | 0            | 0            | 10            | 0             | 4             | 0             | 45       | 1      | 6           | 0          |
| J. Kluivert    | 2        | 0       | 0           | 0          | 0            | 0            | 0            | 0            | 0             | 0             | 0             | 0             | 2        | 0      | 0           | 0          |
| M. Kumbulla    | 21       | 1       | 7           | 0          | 1            | 0            | 0            | 0            | 6             | 1             | 1             | 0             | 28       | 2      | 8           | 0          |
| Pau López      | 21       | -29     | 0           | 0          | 1            | -2           | 0            | 1            | 12            | -7            | 0             | 0             | 34       | -38    | 0           | 1          |
| G. Mancini     | 33       | 4       | 10          | 0          | 1            | 0            | 3            | 1            | 7             | 1             | 3             | 0             | 41       | 5      | 16          | 1          |
| B. Mayoral     | 31       | 10      | 1           | 0          | 1            | 0            | 0            | 0            | 13            | 7             | 0             | 0             | 45       | 17     | 1           | 0          |
| T. Milanese    | 0        | 0       | 0           | 0          | 0            | 0            | 0            | 0            | 3             | 1             | 0             | 0             | 3        | 1      | 0           | 0          |
| A. Mirante     | 13       | -19     | 2           | 0          | 0            | -0           | 0            | 0            | 2             | -7            | 0             | 0             | 15       | -26    | 2           | 0          |
| H. Mxit'aryan  | 34       | 13      | 2           | 0          | 1            | 1            | 0            | 0            | 11            | 1             | 1             | 0             | 46       | 15     | 3           | 0          |
| J. Pastore     | 5        | 0       | 0           | 0          | 0            | 0            | 0            | 0            | 0             | 0             | 0             | 0             | 5        | 0      | 0           | 0          |
| Pedro          | 27       | 5       | 5           | 1          | 1            | 0            | 0            | 0            | 12            | 1             | 0             | 0             | 40       | 6      | 5           | 1          |
| L. Pellegrini  | 34       | 7       | 10          | 0          | 1            | 1            | 1            | 0            | 12            | 3             | 0             | 0             | 47       | 11     | 11          | 0          |
| Bruno Peres    | 30       | 1       | 6           | 0          | 1            | 0            | 0            | 0            | 13            | 1             | 3             | 0             | 44       | 2      | 9           | 0          |
| C. Pérez       | 21       | 2       | 0           | 0          | 1            | 0            | 0            | 0            | 9             | 1             | 0             | 0             | 31       | 3      | 0           | 0          |
| B. Reynolds    | 5        | 0       | 0           | 0          | 0            | 0            | 0            | 0            | 0             | 0             | 0             | 0             | 5        | 0      | 0           | 0          |
| D. Santon      | 10       | 0       | 3           | 0          | 0            | 0            | 0            | 0            | 1             | 0             | 0             | 0             | 11       | 0      | 3           | 0          |
| C. Smalling    | 16       | 0       | 3           | 0          | 0            | 0            | 0            | 0            | 5             | 0             | 1             | 0             | 21       | 0      | 4           | 0          |
| L. Spinazzola  | 27       | 2       | 0           | 0          | 1            | 0            | 0            | 0            | 11            | 0             | 0             | 0             | 39       | 2      | 0           | 0          |
| F. Tripi       | 0        | 0       | 0           | 0          | 0            | 0            | 0            | 0            | 2             | 0             | 1             | 0             | 2        | 0      | 1           | 0          |
| C. Ünder       | 0        | 0       | 0           | 0          | 0            | 0            | 0            | 0            | 0             | 0             | 0             | 0             | 0        | 0      | 0           | 0          |
| J. Veretout    | 29       | 10      | 4           | 0          | 1            | 0            | 0            | 0            | 8             | 1             | 2             | 0             | 38       | 11     | 6           | 0          |
| G. Villar      | 33       | 0       | 7           | 0          | 1            | 0            | 0            | 0            | 13            | 0             | 3             | 0             | 47       | 0      | 10          | 0          |
| N. Zaniolo     | 0        | 0       | 0           | 0          | 0            | 0            | 0            | 0            | 0             | 0             | 0             | 0             | 0        | 0      | 0           | 0          |
| N. Zalewski    | 1        | 0       | 0           | 0          | 0            | 0            | 0            | 0            | 1             | 0             | 0             | 0             | 2        | 0      | 0           | 0          |

## Giovanili

### Organigramma societario
Responsabile Settore Giovanile: B. Conti

Primavera

Allenatore: A. De Rossi

Under 17

Allenatore: S. Tovalieri

Under 16

Allenatore: A.Rubinacci

Under 15

Allenatore: F. Coppitelli

Pulcini

Allenatore: P. Donadio

### Piazzamenti
- Primavera
  - Campionato: Primo turno della Fase finale - 4º posto nella regular season.
  - Coppa Italia: Ottavi di finale.
- Campionato Nazionale Under-18: Finalista
- Campionato Nazionale Under-17: Finalista